# Tücke
Unter der Tücke (auch Heimtücke oder Hinterlist) versteht man eine nicht auf den ersten Blick erkennbare, verborgene und feindselige Absicht, die sich erst bei scharfem Durchblick offenbart. Weniger absprechend bzw. abwertend ausgedrückt, geht es bei ihr um die List.
Als solche gehört sie in der Soziologie zum paretianischen Residuum des „Instinkts der Kombinationen“.
Tückische Figuren spielen vielfach eine Rolle in der Literatur (vergleiche den Jago in Shakespeares Othello).
Friedrich Theodor Vischer hat in seinem Roman Auch Einer. Eine Reisebekanntschaft (1879) die Redensart von der „Tücke des Objekts“ geprägt, mit der er die lästige Widerspenstigkeit von (Alltags-)Gegenständen bezeichnete. Wittgenstein hat das einen „dummen Anthropomorphismus“ genannt, der Grimm – der auch noch den Tückebold kennt – etwas schöner „dingbeseelend“.

## Strafrecht (Deutschland)
- Nach deutschem Strafrecht bezeichnet die in den Mordtatbeständen (§ 211 StGB) enthaltene Heimtücke nach herrschender Meinung das Ausnutzen der auf Arglosigkeit beruhenden Wehrlosigkeit.→ Hauptartikel: Heimtücke

- Hinterlist i. S. d. der Tatbestandsmerkmale der gefährlichen Körperverletzung (§ 224 StGB) meint planmäßig verdeckendes Handeln. Sie ist damit noch stärker als die Heimtücke durch das bewusst zu erzielende Verdeckungselement des Täters geprägt.

## Einzelbelege
1. ↑  Vgl. a. Hartmut Böhme, Fetischismus der Kultur. Eine andere Theorie der Moderne, Rowohlt, Reinbek 2006, S. 493.
2. ↑  Grimm, Deutsches Wörterbuch, s.v. "Tücke"